# ホルヘ・バラニ
ホルヘ・バラニ（Jorge Barani、1992年9月21日 - ）はキューバ・マタンサス生まれのバレエダンサー。ルーマニアのブカレスト国立歌劇場のプリンシパル・ダンサーである。

## 略歴
キューバでバレリーナとして活躍した母親の影響で、ホルヘ・バラニは8歳でバレエを始めた。ハバナにある国立芸術学校バレエ科を卒業後、キューバ国立バレエ団でプロとしてのキャリアをスタートさせる。2012年にはメキシコのモンテレイ・バレエ団に入団し、2013年にはマイアミのフロリダ芸術バレエ劇場、2014年にはケンタッキー・バレエ・シアターでプリンシパル・ダンサーを務めた。さらに、2015年にはオーランド・ワールド・バレエ・コンクールで金賞を受賞し、韓国国際バレエコンクールで銀賞、2016年にはブルガリアのヴァルナ国際バレエコンクールでも銀賞を獲得する。2022年にはブルガリアのスタラ・ザゴラ国立歌劇場のプリンシパル・ダンサーとして移籍、現在はルーマニアのブカレスト国立歌劇場でプリンシパル・ダンサーとして活躍している。

## 経歴
- 2009年ロンドンのロイヤル・バレエ団のキューバ公演ツアーでマノンを演じる
- 2010年キューバ国立バレエ団に参加
- 2012年メキシコのモンテレイ・バレエ団に加入
- 2012年サンホセ・バレエ団、フロリダのアーツ・バレエ・シアター、ノースウェスト・フロリダ・バレエ団のプリンシパルダンサー
- 2013年シンシナティ・バレエ団のソリスト
- 2014年ケンタッキー・バレエ・シアターのプリンシパル・ダンサー
- 2022年ブルガリアのスタラ・ザゴラ国立歌劇場のプリンシパル・ダンサー
- 2023年ルーマニアのブカレスト国立歌劇場のプリンシパル・ダンサー

## 主な受賞歴
- 2013年 WBC世界バレエコンクール：金メダル（ソロおよびパ・ド・ドゥ）
- 2015年 韓国国際バレエコンクール：銀メダル
- 2016年 ウィーン国際バレエコンクール：金メダル
- 2016年 ヴァルナ国際バレエコンクール：銀メダル

## その他
『ピーター・パン』、『くるみ割り人形』、『眠れる森の美女』、『シンデレラ』、『リトル・マーメイド』、『美女と野獣』、『パキータ』、『ラ・シルフィード』、『海賊』、『アルレキナーデ』、『ドン・キホーテ』、『パリの炎』、『タリスマン』、『ダイアナとアクテオン』、『ローレンシア』などの伝統的なバレエ作品を中心に、セプタイム・ウェバー、カティア・ガルザ、デボン・カーニーといった国際的な振付家による現代および新古典的な作品もレパートリーにしている。
また、ゲストアーティストとしての活動も活発に行っており、ニューヨーク市のYAGPガラ（マリア・コチェトコワと共演）やハバナ国際バレエフェスティバル他、アジア、カナダ、キューバ、ヨーロッパ、メキシコ、ロシアなど、世界各地の国際ガラに招待されている。その傍ら若い世代の指導にも積極的に取り組んでいる。